# Coryphantha
Coryphantha es un género de plantas suculentas perteneciente a la familia Cactaceae. Contiene 43 especies aceptadas y se caracterizan porque los tallos están cubiertos de tubérculos surcados. De hecho, si no tienen surco, no se consideran de este género.

## Descripción
Las especies de este género crecen individualmente o formando grupos, con formas que van de esféricas a cilíndricas. Alcanzan alturas de hasta 50 cm y tienen los tallos cubiertos de tubérculos o verrugas cilíndricas que suelen ser muy alargadas. Éstas presentan un surco que se extiende casi hasta la base de las mismas, y en su punta se suelen localizar las areolas con las espinas. Ocasionalmente, algunas de las espinas se transforman en glándulas de néctar extraflorales y coloreadas.
Las flores aparecen en verrugas jóvenes cerca de la punta de los tallos. Concretamente surgen de la parte del surco de la verruga que se sitúa cerca de la axila. Se abren durante el día, tienen forma de embudo o de campana y suelen ser de color amarillento o verdoso, aunque a veces las hay de un color entre rojo y magenta. Las flores miden hasta 10 cm de largo y tienen un diámetro de hasta 6,5 cm. Su pericarpelo y tubo floral pueden estar desnudos o cubiertos por escamas pequeñas.
Los frutos pueden tener forma esférica u ovalada, oblonga o forma de maza. Son de color verde o amarillento, están desnudos, son jugosos por dentro y no se abren. Suelen tener adherido un residuo persistente de flor y contienen en su interior semillas con forma de huevo o de riñón. La cubierta de las semillas es lisa y brillante, y tienen un patrón reticulado. Son de color marrón claro a oscuro o marrón rojizo y miden de 1 a 2 mm de largo.

## Distribución y hábitat
El área de distribución nativa de este género va desde el suroeste y sur del centro de Estados Unidos hasta México. Concretamente lo encontramos en Arizona, Golfo de México, México, Nuevo México y Texas. En su hábitat natural crecen en escombros rocosos.

## Taxonomía
El género fue descrito por el botánico de origen alemán George Engelmann como subgénero Coryphanta dentro del género Mammillaria en 1858.
Más tarde, el botánico francés Charles Lemaire lo elevó a género, por lo que pasó a ser el género Coryphantha. Registró estos cambios en el libro Les Cactées: 32, publicado en 1868.
Etimología
Coryphantha: nombre genérico que deriva del griego coryphe (que significa ‘cima’ o ‘cabeza’), y anthos (que significa ‘flor’), haciendo referencia a que las flores aparecen en el ápice de los tallos.

## Especies aceptadas
Actualmente, el género Coryphantha consta de 43 especies aceptadas según Plants of the World Online (POWO):
| Imagen | Nombre científico                                           | Distribución                                                      |
| ------ | ----------------------------------------------------------- | ----------------------------------------------------------------- |
|        | Coryphantha clavata (Scheidw.) Backeb.                      | Noreste de México                                                 |
|        | Coryphantha compacta (Engelm.) Orcutt                       | Norte de México (hasta Sonora)                                    |
|        | Coryphantha cornifera (DC.) Lem.                            | México                                                            |
|        | Coryphantha delaetiana (Quehl) A.Berger                     | Noreste de México                                                 |
|        | Coryphantha delicata L.Bremer                               | Noreste de México                                                 |
|        | Coryphantha difficilis (Quehl) Orcutt                       | Noreste de México (Coahuila, Nuevo León y San Luis Potosí)        |
|        | Coryphantha durangensis (Runge ex K.Schum.) Britton & Rose  | Noreste de México (Durango y Coahuila)                            |
|        | Coryphantha echinoidea (Quehl) Britton & Rose               | Noreste de México                                                 |
|        | Coryphantha echinus (Engelm.) Orcutt                        | Noreste de México y Texas                                         |
|        | Coryphantha elephantidens (Lem.) Lem.                       | México                                                            |
|        | Coryphantha erecta (Lem. ex Pfeiff.) Lem.                   | Noreste de México (hasta Veracruz)                                |
|        | Coryphantha georgii Boed.                                   | Noreste de México                                                 |
|        | Coryphantha glanduligera (Otto & A.Dietr.) Lem.             | Noreste de México (hasta Jalisco)                                 |
|        | Coryphantha glassii Dicht & A.Lüthy                         | Noreste de México (Guanajuato y San Luis Potosí)                  |
|        | Coryphantha gracilis Bremer & A.B.Lau                       | Noreste de México (Chihuahua)                                     |
|        | Coryphantha hintoniorum Dicht & A.Lüthy                     | Noreste de México (Coahuila, Nuevo León y San Luis Potosí)        |
|        | Coryphantha ibarrana Matusz. & Šnicer                       | Noreste de México (Durango)                                       |
|        | Coryphantha jalpanensis Buchenau                            | Noreste de México (de Querétaro a Hidalgo)                        |
|        | Coryphantha kracikii Halda, Chalupa & Kupčák                | Noreste de México (Durango)                                       |
|        | Coryphantha longicornis Boed.                               | Noreste de México (Coahuila, Chihuahua y Durango)                 |
|        | Coryphantha maiz-tablasensis Fritz Schwarz ex Backeb.       | Noreste de México (hasta Jalisco)                                 |
|        | Coryphantha neglecta L.Bremer                               | Noreste de México (Coahuila y Nuevo León)                         |
|        | Coryphantha nickelsiae (K.Brandegee) Britton & Rose         | De Texas al Noreste de México (Coahuila, Tamaulipas y Nuevo León) |
|        | Coryphantha octacantha (DC.) Britton & Rose                 | Este de México (hasta Jalisco)                                    |
|        | Coryphantha ottonis (Pfeiff.) Lem.                          | México                                                            |
|        | Coryphantha pallida Britton & Rose                          | México (Veracruz, Puebla y Oaxaca)                                |
|        | Coryphantha poselgeriana (A.Dietr.) Britton & Rose          | Noreste de México                                                 |
|        | Coryphantha potosiana (Jacobi) Glass & R.A.Foster           | Noreste de México (Nuevo León, San Luis Potosí y Zacatecas)       |
|        | Coryphantha pseudoechinus Boed.                             | Noreste de México                                                 |
|        | Coryphantha pseudonickelsiae Backeb.                        | Noreste de México (Durango, Chihuahua y Coahuila)                 |
|        | Coryphantha pulleineana (Backeb.) Glass                     | Noreste de México (Tamaulipas y San Luis Potosí)                  |
|        | Coryphantha pycnacantha (Mart.) Lem.                        | México                                                            |
|        | Coryphantha ramillosa Cutak                                 | Del suroeste de Texas al noreste de México                        |
|        | Coryphantha recurvata (Engelm.) Britton & Rose              | Del sur de Arizona al noreste de México (Sonora)                  |
|        | Coryphantha retusa (Pfeiff.) Britton & Rose                 | México (Puebla y Oaxaca)                                          |
|        | Coryphantha robustispina (Schott ex Engelm.) Britton & Rose | Del sur de Arizona hasta México (Sonora)                          |
|        | Coryphantha salinensis (Poselg.) Dicht & A.Lüthy            | Noreste de México                                                 |
|        | Coryphantha sulcata (Engelm.) Britton & Rose                | De Texas al noreste de México (Coahuila, Tamualipas y Nuevo León) |
|        | Coryphantha tripugionacantha A.B.Lau                        | México (Zacatecas y Jalisco)                                      |
|        | Coryphantha vaupeliana Boed.                                | Noreste de México (Tamaulipas, Durango y Zacatecas)               |
|        | Coryphantha vogtherriana Werderm. & Boed.                   | México (de Jalisco a San Luis Potosí)                             |
|        | Coryphantha werdermannii Boed.                              | Noreste de México (Coahuila, Chihuahua y Durango)                 |
|        | Coryphantha wohlschlageri Holzeis                           | Noreste de México (Tamaulipas y San Luis Potosí)                  |